# Cantó de Montbrison
El cantó de Montbrison és un cantó francès del departament del Loira, situat al districte de Montbrison. Té 19 municipis i el cap és Montbrison.

## Municipis
- Bard
- Chalain-d'Uzore
- Chalain-le-Comtal
- Champdieu
- Écotay-l'Olme
- Essertines-en-Châtelneuf
- Grézieux-le-Fromental
- L'Hôpital-le-Grand
- Lérigneux
- Lézigneux
- Magneux-Haute-Rive
- Montbrison
- Mornand-en-Forez
- Précieux
- Roche
- Saint-Paul-d'Uzore
- Saint-Thomas-la-Garde
- Savigneux
- Verrières-en-Forez

## Història
| Data d'elecció                           | Identitat        | Partit                     | Qualitat |
| ---------------------------------------- | ---------------- | -------------------------- | -------- |
| 19..-1973                                | M. Duport        | Divers gauche              |          |
| 1973-1992                                | Guy Poirieux     | UDF                        |          |
| 1992-1998                                | Charles Bouniard | Divers droite              |          |
| 1998-2004                                | Philippe Weyne   | Divers droite, després UMP |          |
| 2004-                                    | Liliane Faure    | PS                         |          |
| les dades anteriors no són pas conegudes |                  |                            |          |
|                                          |                  |                            |          |

## Demografia
| A partir de 1990: Població sense dobles comptes |